# Оги и бубице: Филм
Оги и бубице: Филм (фр. Oggy et les Cafards, le film, енгл. Oggy and the Cockroaches: The Movie) француска је анимирана антологија, филмска комедија из 2013. године. Режију и сценарио потписује Оливије Жан-Мари. Филм је заснован на серији Оги и бубице и такође нема дијалог, као у серији. Ово је последњи филм који је Оливије Жан-Мари снимио пре своје смрти 13. маја 2021.

## Радња
Када је Земља направљена, једноћелијски организми се формирају од материје. Од тих малих комада направљена је амеба налик мачки по имену Оги. Плута у води и наилази на три мала облика амебе бубашваба по имену Ди Ди, Марки и Јоеи. Оги амеба их прогања и они еволуирају у животиње и уздижу се према океану. Сада је центар почео.

## Ликови
- Оги
- Џои, Марки и Ди Ди
- Џек

### Понавља се
- Боб
- Оливија